# Langbroek
Langbroek è una località e un'ex-municipalità dei Paesi Bassi situata nella provincia di Utrecht. Soppressa il 1º gennaio 1996, il suo territorio, assieme a quello della ex-municipalità di Cothen, è stato integrato nella municipalità di Wijk bij Duurstede.